# Belmez
Belmez est un village de la province de Cordoue dans la région de l’Andalousie, dans le Sud de l'Espagne. On y compte 3.373 habitants. Le village est situé dans le cœur de la Sierra Morena, les montagnes du Nord de la ville de Cordoue, plus exactement dans une vallée qui s'appelle la Vallée du Guadiato. Le village est dominé par un rocher sur lequel est érigé un ancien château en pierres.
Le village, composé des maisons blanches, typiques de la région, est entouré de terrains d’arbres ligneux et de différents arbres fruitiers, dépendant du type de cultures, sèches ou irriguées.
Belmez est célèbre pour ses anciennes mines de charbon qui ont été en activité de nombreuses années et qui furent l’exploitation principale du village. Pour cette raison, en 1924 a été créée l'École pratique des ouvriers mineurs. Actuellement, elle est devenue une université polytechnique formant des ingénieurs civils, des ingénieurs en ressources énergétiques et des ingénieurs des mines.

## Dénomination des habitants
Selon l’usage, le gentilé des habitants de Belmez est Belmezanos. Cependant, ils sont connus parfois sous le nom de « Choriceros », surnom donné par les communes limitrophes. Les surnoms ont souvent pour but de se moquer de l’autre, mais dans ce cas-ci il s’agit d’un hommage à la gastronomie locale.

## Géographie
Belmez a une superficie de 207,4 km2 et est situé à 528 mètres d'altitude.

### Situation
Belmez se trouve au niveau du kilomètre 200 de la route nationale 432 Badajoz-Granada, à 71 km de la capitale de la province (Cordoba). Ses coordonnées géographiques sont : 38°16’N, 5°12’O.
| Nord-Ouest: Peñarroya-Pueblonuevo              | Nord: Peñarroya-Pueblonuevo, Hinojosa del Duque y Villanueva del Duque | Nord-Est: Villanueva del Duque     |
| Ouest: Fuente Obejuna                          |                                                                        | Est: Espiel y Villanueva del Duque |
| Sud-Ouest: Fuente Obejuna y Villanueva del Rey | Sud: Villanueva del Rey                                                | Sud-Est: Espiel                    |

### Communes limitrophes
Nord-Ouest : Peñarroya-Pueblonuevo 	Nord : Pañarroya-Pueblonuevo, Hinojosa del Duque et Villanueva del Duque.	Nord-Est : Villanueva del Duque
Ouest : Fuente Obejuna 	Est : Espiel et Villanueva del Duque
Sud-Ouest : Fuente Obejuna et Villanueva del Rey	Sud : Villanueva del Rey 	Sud-Est : Espiel

### Climat
Le climat de la province de Cordoba est de type méditerranéen avec quelques influences continentales. La température varie entre 9,2 °C en janvier jusqu’à 27,2 °C en juillet, avec un maximum qui peut atteindre 40 °C. Les précipitations varient entre 600 mm et 750 mm d’octobre et avril. Il y a une saison sèche et une autre plus froide parfois accompagnée de chutes de neige.
Le climat et le type de sol vont déterminer l’utilisation du territoire, car ils sont propices aux activités agricoles et d’élevage : les précipitations irrégulières pendant l’année et rares en été, les températures élevées surtout au niveau du sol et la forte évapotranspiration d’été sont quelques caractéristiques du climat de la zone.
La chaleur est à l’origine du stress hydrique de la végétation qui doit donc s’adapter aux conditions climatiques prédominantes.

### Topographie
Le village est composé de terrains peu abrupts, la forme du terrain étant la conséquence de différents facteurs géologiques. Ceux-ci ont donné un pourtour aux formes douces et des collines arrondies, à l’exception des quelques matériaux durs qui sont remontés à la surface (calcaires et granites). On y trouve des alluvions contenant de l’ardoise, du charbon, du calcaire et des spirites.
La rivière Guadiato traverse Belmez et prend sa source en aval de la colline de la Calaveruela. Sur son parcours, avant de se déverser dans le Guadalquivir, elle forme la vallée du Guadiato. La rivière traverse quelques villages comme Peñarroya-Pueblonuevo, Espiel ou Villaviciosa de Cordoba.
Dans le village de Belmez, sur un gisement de granit, s’est formée la Sierra Boyera. Ces montagnes sont la base d’un barrage construit au XXe siècle.

## Histoire
La région de Belmez a connu les influences de la culture ibérique, romaine ainsi que de la période des Wisigoths et de la culture musulmane. Les reflets de ces différentes cultures se voient dans le paysage et notamment dans le château qui surplombe le village.
Des restes humains retrouvés sur le territoire de Belmez datent du paléolithique et du néolithique. Les vestiges qui nous sont parvenus datent de la période néolithique finale (une série d’objets en céramique décorés avec des pigments rouges (ocre) sur toute la surface). L’époque la plus représentée à Belmez est le chalcolithique. On a retrouvé de petites villes et différentes sépultures datant de cette période.
On y trouve aussi des traces laissées par le passage de la civilisation romaine : stèles funéraires, mines de cuivre, mines de fer, etc.
On retrouve la trace des Wisigoths dans les restes d’un hameau au Sud de la commune de Hoyo et par la présence de briques wisigothes à Belmez.
Après la reconquête de Cordoue en 1236, les habitants voisins venus de Fuente Obejuna se sont installés à Belmez, attirés par les richesses du village. Jusqu’en 1458, Belmez appartenait à la juridiction de Cordoue. Le château, situé sur une colline en roche calcaire, date du XIIIe siècle bien que sa tour principale et sa muraille datent du XVe siècle.
Comme le fait remarquer Yves Denéchère dans son ouvrage (2000 : 234) : « à Carthagène comme à Belmez ou en Catalogne, c’est entre 1840 et 1842 que démarre le mouvement. Les réalisations feront l’objet d’un chapitre ultérieur, mais il faut déjà présenter les participants à ce furor minero qui saisit le pays ». Au début du XXe siècle, les Almadéns ont migré vers Belmez pour y trouver du travail dans les mines d’extraction de charbon.
La région a fait l'objet d'une intense exploitation minière (Mines de houille), avec la société houillère et métallurgique de Belmez, qui fut conseillée par deux ingénieurs des mines et polytechniciens français, le Pr Callon, puis Charles Ernest Ledoux (l'un des fondateurs de la Société minière et métallurgique de Peñarroya qui deviendra l'une des premières multinationales d'Europe).

## Démographie
La démographie à Belmez a connu deux grands changements depuis 1850. Le premier est dû à la grande possibilité d’extraction de charbon : le village Peñarroya-y-Pueblonuevo faisait partie de Belmez, mais s’étant fort agrandi à la suite de l’arrivée de nouvelles populations avides de travail, il décide de déclarer son indépendance en 1897 et devient autonome. Le deuxième changement démographique correspond à la diminution de la population en raison de l’appauvrissement des mines de charbon.
| Población | ..    | 3.322 | 7.097 | 12.046 | 8.846 | 8.978 | 9.460 | 10.151 | 10.421 | 10.440 | 9.672 | 9.202 |
|           | 1970  | 1981  | 1991  | 1996   | 1998  | 2000  | 2002  | 2003   | 2004   | 2005   | 2006  | 2012  |
| Población | 5.832 | 4.311 | 4.326 | 4.115  | 4.057 | 3.924 | 3.705 | 3.588  | 3.527  | 3.440  | 3.327 | 3.162 |

## Monuments et sites d’intérêt
Comme site incontournable à visiter, il y a un château visible de part et d’autre du village.
La visite peut commencer à partir de la rue Empinada, avec l’église du Château (la Virgen del Castillo). Le nom Empinada est donné à la rue en raison de sa forte pente, avec ses escaliers allant jusqu’aux arcs de pierres rouges et menant au château. Le château est constitué de grands murs en pierres et de tours cylindriques incrustées dans le mur. Le château est situé sur un rocher calcaire, qui descend jusqu’aux dernières toitures du village. Les toitures sont marquées par des érosions dues à la pluie.
En s’attardant sur le campus de l’université de Cordoue, on peut trouver plusieurs anciennes maisons majestueuses. Pendant les périodes des fêtes, l’ensemble du village est sublimé et mérite d’être visité surtout pour son ambiance.